# Anarchic System
Anarchic System war eine fünfköpfige französische Popband. Sie wurde 1972 von den Produzenten Paul de Senneville und Olivier Toussaint in Lille gegründet. 

## Mitglieder
- Gilles Devos (Gesang)
- Jacques Deville (Gesang, Gitarre)
- Patrick Verette (Bass)
- Christian Lerouge (Klavier)
- Michel Dhuy (Schlagzeug)

## Werdegang
Anlass zur Gründung war die Idee, im Kielwasser des Erfolgs von Hot Butter von dem Instrumentalstück Popcorn eine mit Gesang unterlegte Version zu schaffen. Mit der Aufnahme gelang der Band ein europaweiter Hit. In ihrem Heimatland erreichte die Single Platz 5 der Charts, in den Niederlanden stieg er im Sommer 1972 sogar bis an die Spitze.
Während die fünf Musiker im Ausland ein One-Hit-Wonder blieben, konnten sie in Frankreich in den Folgejahren noch einige Singleerfolge verbuchen, darunter im Sommer 1975 mit Generation ein Nummer-Zwei-Hit. 

## Diskografie
Singles
- 1972: Pop Corn
- 1972: Carmen Brasilia
- 1973: Royal Summer
- 1973: Chérie Sha La La
- 1974: Pussy Cat Cèst La Vie
- 1975: Nana Gili-Gili Gouzy Gouzy
- 1975: Generation
- 1976: Stop It
- 1983: Movie Star